# Teti
Teti, cunoscut și ca Tata sau Atat (n. secolul al XXIV-lea î.Hr. – d. 2300 î.Hr.) a fost un faraon al Vechiului Regat Egiptean. Teti a fost fondatorul Dinastiei a VI-a de faraoni egipteni și a obținut domnia prin căsătoria cu prințesa Iput, fiica lui Unas, ultimul faraon al Dinastiei a V-a. Teti a domnit cel mai probabil 12 ani, în care a construit o piramidă la Saqqara, unde a și fost înmormântat. El a mai avut și mulți fii, printre care și viitorul faraon Pepi I, care avea sa devină cel mai important faraon al Vechiului Regat. In cele din urma Teti a fost asasinat de către Userkare, care a uzurpat tronul și i-a devenit succesor.